# Rahel Ruch
Rahel Ruch (* 17. Juli 1986; heimatberechtigt in Liestal) ist eine Schweizer Politikerin (Grüne).

## Leben
Rahel Ruch wuchs als Tochter des katholischen Gemeindeleiters von St. Marien im Pfarrhaus der Marienkirche in Bern auf. Politisiert wurde sie 2001 durch die Sans-Papiers-Bewegung und die Besetzung der Räumlichkeiten der Marienkirche durch Sans-Papiers. Rahel Ruch studierte Geschichte an der Universität Bern. Sie war ab 2012 Koordinatorin der Kampagne Recht ohne Grenzen, aus der 2015 die Konzernverantwortungsinitiative hervorging. Ruch war ab 2015 Kampagnenleiterin der Konzernverantwortungsinitiative. Seit 2021 leitet sie die aus der Konzernverantwortungsinitiative hervorgegangene Koalition für Konzernverantwortung. Sie lebt in Bern.

## Politik
2005 trat Rahel Ruch aus der JUSO aus und wechselte zur Junge Alternative JA!, die sie von 2009 bis 2012 im Stadtrat (Legislative) von Bern vertrat. Sie war von 2009 bis 2012 Mitglied und Vizepräsidentin der Kommission für Finanzen, Sicherheit und Umwelt und 2012 Mitglied der Finanzdelegation.
2013 wechselte Rahel Ruch zum Grünen Bündnis, das sie von 2017 bis 2022 im Stadtrat von Bern vertrat. Sie war von 2017 bis 2019 Mitglied der Kommission für Planung, Verkehr und Stadtgrün und von 2019 bis 2021 Mitglied der Sonderkommission NSB22 (Neue Stadtverwaltung Bern). Von 2021 bis 2022 war sie Mitglied der Agglomerationskommission.
Im April 2022 konnte Rahel Ruch auf den frei werdenden Sitz von Natalie Imboden in den Grossen Rat des Kantons Bern nachrücken. Sie ist seit 2022 Mitglied der Finanzkommission.
Ruch ist Co-Präsidentin des Grünen Bündnis Bern und der Regionalgruppe Bern und Umgebung des Mieterinnen- und Mieterverbands sowie Vorstandsmitglied der Berner Beratungsstelle für Sans-Papiers.